# Arnica louiseana
Arnica louiseana là một loài thực vật có hoa trong họ Cúc. Loài này được Farr mô tả khoa học đầu tiên năm 1906.